# Billionaires’ Row

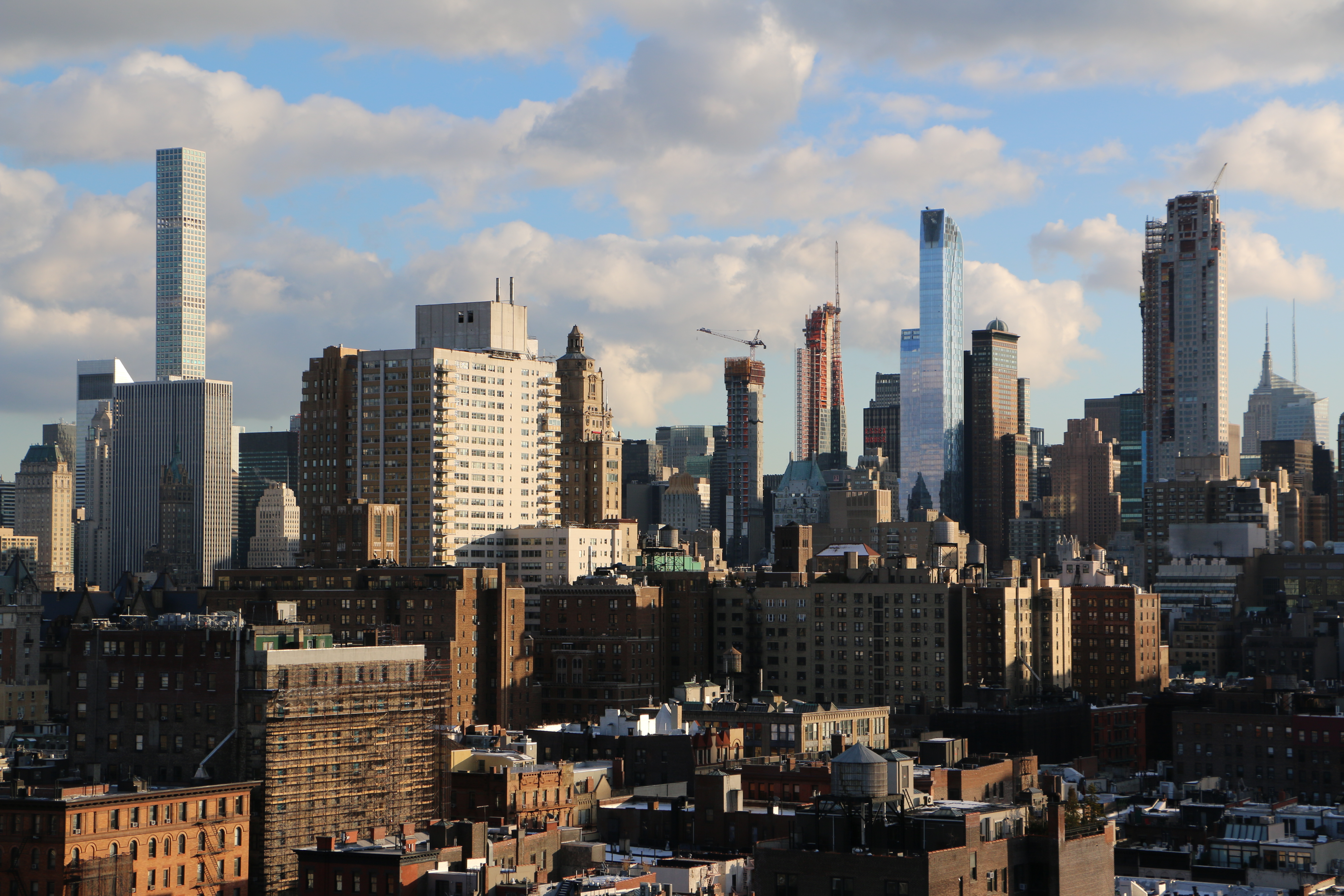
Skyline der Stadt New York mit Billionaires’ Row, März 2018 (Nordansicht)

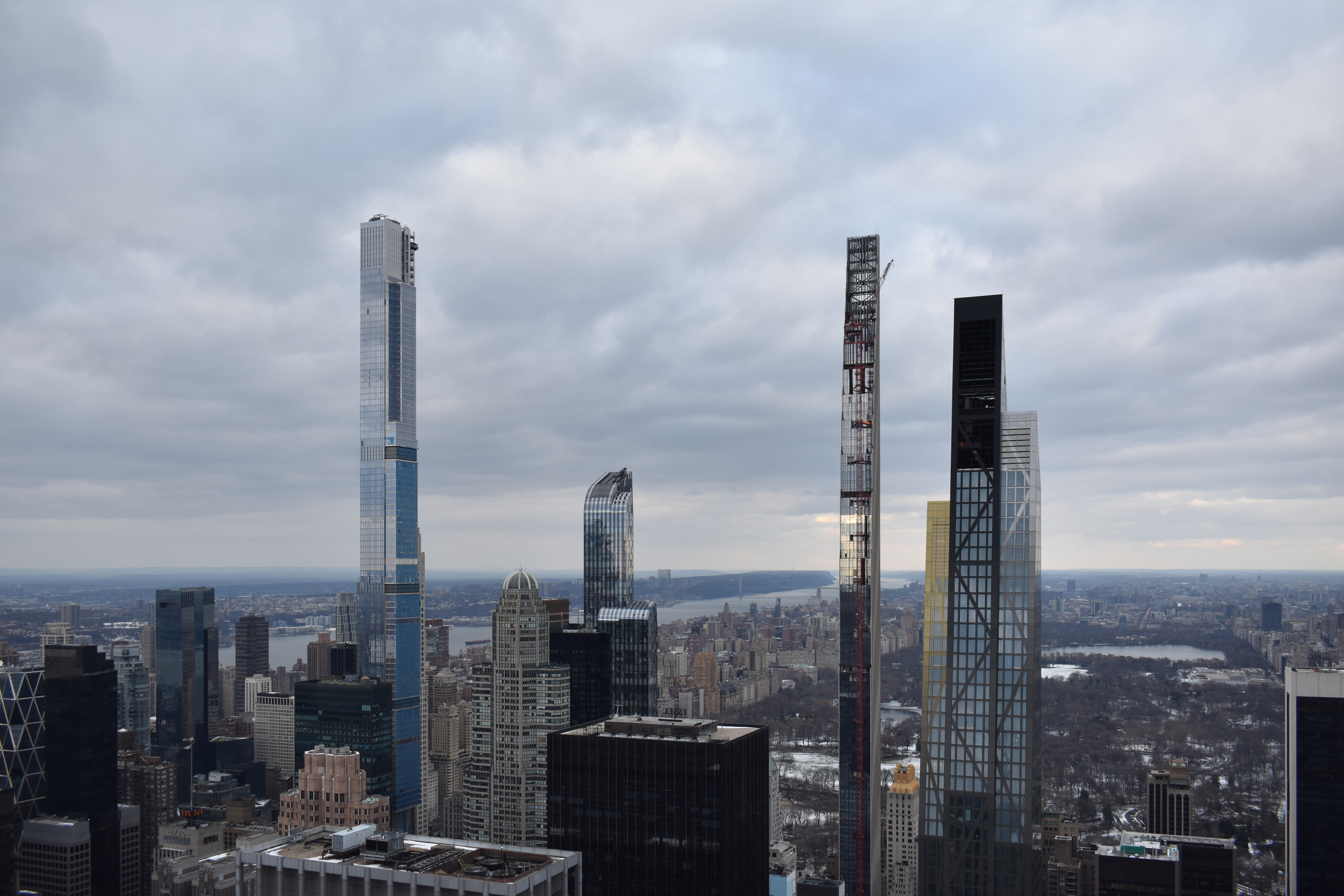
Die neu hinzugekommenen Gebäude der Billionaires’ Row im Dezember 2020 (Südansicht)

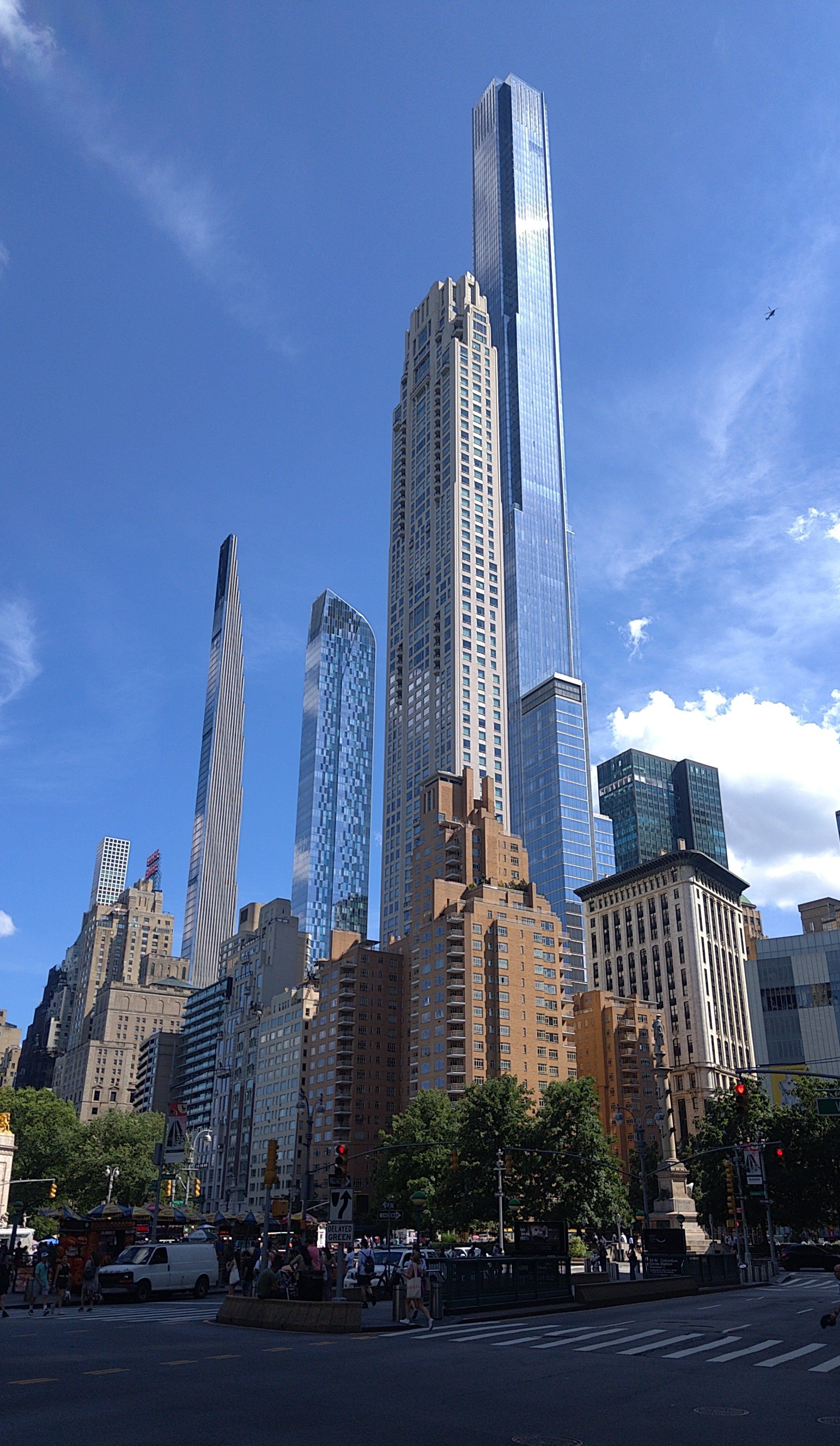
Billionaires’ Row, Stand August 2023 (Ansicht vom Broadway)

Als Billionaires’ Row (deutsch: „Reihe der Milliardäre“) wird ein Bauensemble im New Yorker Stadtteil Manhattan bezeichnet. Dabei handelt es sich um mehrere, zum Teil über 300 m hohe Wolkenkratzer, in denen hochluxuriöse Apartments untergebracht sind.

## Lage
Die Billionaires’ Row befindet sich am südlichen Ende des Central Parks, die meisten Gebäude davon in der 57. Straße.

## Liste der Gebäude
| Adresse                | Gebäude                                  | Baubeginn      | Fertigstellung | Höhe  | Bild |
| ---------------------- | ---------------------------------------- | -------------- | -------------- | ----- | ---- |
| 157 West 57th Street   | One57                                    | April 2009     | 2014           | 306 m |      |
| 432 Park Avenue        | 432 Park Avenue                          | September 2011 | 2015           | 426 m |      |
| 252 East 57th Street   | 252 East 57th Street                     | 2013           | 2016           | 217 m |      |
| 520 Park Avenue        | 520 Park Avenue                          | 2014           | 2018           | 238 m |      |
| 220 Central Park South | 220 Central Park South                   | 2015           | 2019           | 290 m |      |
| 111 West 57th Street   | 111 West 57th Street auch Steinway Tower | 2015           | 2021           | 435 m |      |
| 225 West 57th Street   | Central Park Tower                       | 2014           | 2020           | 472 m |      |
| 53 West 53rd Street    | 53W53                                    | 2015           | 2019           | 320 m |      |

## Fehlende Bauabnahmen
Bei keinem der acht Gebäude ist bisher die vorgeschriebene behördliche Bauabnahme erfolgt. Genutzt werden sie trotzdem.